# 卡爾森冰川
卡爾森冰川（英語：Carlson Glacier），是南極洲的冰川，位於葛拉漢地的法利埃海岸，全長17公里，流經埃傑爾山和里雷山，最終注入沃迪冰架，現時由南極條約體系管理。